# San Millán (Álava)
San Millán (cooficialmente en euskera: Donemiliaga) es un municipio español de la provincia de Álava, en la comunidad autónoma del País Vasco. Cuenta con una extensión de 85,41 km² y una población de 722 habitantes (2015). Se sitúa en la parte nororiental de la provincia, dentro de la llanura agrícola conocida como Llanada Alavesa y de la Cuadrilla de Salvatierra.

## Toponimia
El nombre de este municipio proviene de la iglesia consagrada al santo riojano San Millán (Emiliano de la Cogolla), que se encuentra ubicada en el pueblo de Ordoñana. Esta iglesia se convirtió en el lugar de reunión anual de las juntas de la Hermandad de Eguilaz. Por este hecho la hermandad pasó a ser conocida como Junta de San Millán. En un texto de 1462 se la menciona ya como hermandad de Heguilaz e Junta de San Myllan. Con el paso de los siglos la hermandad acabó siendo conocida simplemente como Hermandad de San Millán. En el siglo XIX la antigua hermandad se convirtió en el actual municipio de San Millán.
El nombre vasco del municipio Donemiliaga está formado por done, una contracción del latín domine (señor), que se utilizaba antiguamente en lengua vasca para indicar nombres de santos, Aemilia(nus)  y el sufijo -aga que indica 'lugar de'. Donemiliaga es la forma documentada en lengua vasca del nombre romance San Millán.
El 12 de noviembre de 1996 el municipio adoptó su actual denominación bilingüe oficial de San Millán/Donemiliaga.

## Geografía
Integrado en la comarca de Cuadrilla de la Llanada Alavesa, la sede del ayuntamiento, Ordoñana, se sitúa a 30 kilómetros de la ciudad de Vitoria. El término municipal está atravesado por la Autovía del Norte A-1 entre los pK 381 y 385. 
El relieve viene determinado por tres zonas bien diferenciadas. La primera está formada por los escarpes montañosos de la sierra de Urkilla, donde destaca la cumbre de Asnabarza (1176 m), aunque se llegan a superar los 1200 metros de altitud. La zona situada al sur del municipio está accidentada por las montañas de la sierra de Encía, con cumbres como San Román o Ballo (1197 m); en esta zona es donde nace el río Zadorra. Entre ambas zonas se extiende parte de la Llanada Alavesa, donde se encuentra la capital del municipio, Ordoñana, a 601 metros sobre el nivel del mar. Finalmente, hay un exclave que incluye los concejos de Txintxetru, Adana y Ullíbarri-Jauregi cuya orografía se caracteriza por la Llanada Alavesa en suave ascenso hacia las sierras del sur, que no superan los 1000 metros de altitud.
| Noroeste: Barrundia   | Norte: Aspárrena (exclave), Oñate (Guipúzcoa) y Parzonería General de Guipúzcoa y Álava | Nordeste: Zalduendo de Álava |
| Oeste: Barrundia      |                                                                                         | Este: Aspárrena              |
| Suroeste: Salvatierra | Sur: Parzonería de Encía                                                                | Sureste: Parzonería de Encía |

El exclave que incluye los concejos de Chinchetru, Adana y Ullíbarri-Jáuregui limita con Iruraiz-Gauna, Alegría de Álava y Arraya-Maestu.

## Historia

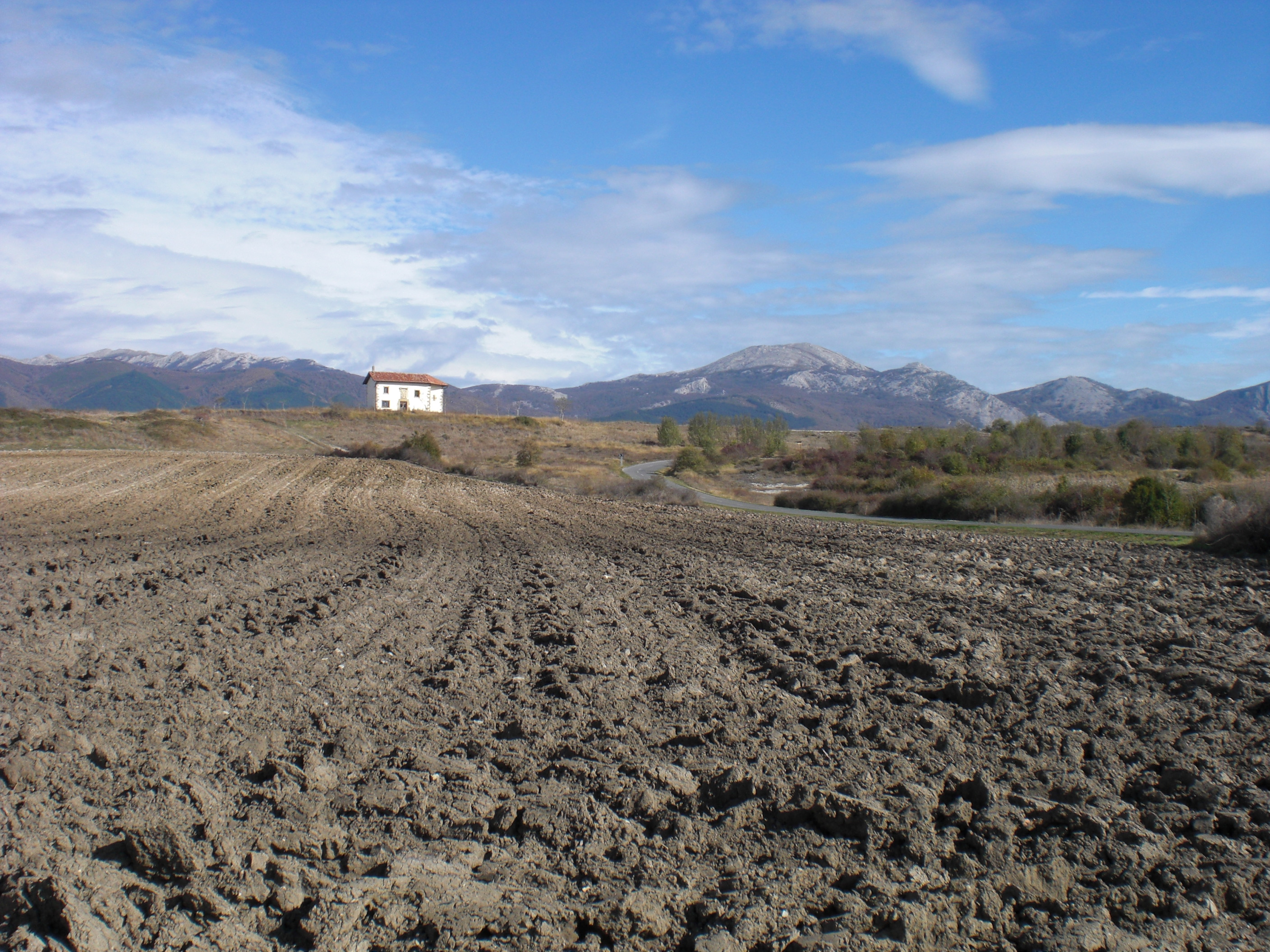
Ermita de San Millán en Ordoñana, donde se reunían las Juntas de Eguílaz y que acabó dando su nombre al municipio. Al fondo el monte Aratz

El municipio de San Millán tiene como antecedente histórico la Hermandad de Eguílaz, que agrupaba a la mayor parte de los pueblos del actual municipio y que hunde sus raíces en la Edad Media. Las hermandades alavesas eran agrupaciones de aldeas que firmaban acuerdos para su defensa y protección mutua durante los tormentosos tiempos de las guerras banderizas en la segunda mitad del siglo XIV. Solían tomar el nombre de la población más importante que formaba dicha hermandad. Se conocen las ordenanzas de la hermandad que datan de 1360, aunque se sabe que esta era anterior. La Hermandad de Eguílaz fue una de las 14 hermandades que se agruparon para formar la provincia de Álava.
Estaba compuesta por 12 pueblos divididos en dos cuadrillas: los de arriba y los de abajo. Los de arriba eran Aspuru, Galarreta, Luzuriaga, Narvaja, Erdoñana y Zuazo; mientras que los de abajo eran Albéniz, Eguílaz, Mezquía, Munáin, San Román de San Millán y Vicuña.
Las poblaciones restantes de San Millán, es decir Adana, Chinchetru, Ocáriz y Ullíbarri-Jáuregui se integrarían posteriormente en la hermandad.
Así por ejemplo, Ullíbarri-Jáuregui nació como un arrabal de la aldea de Jáuregui (perteneciente a la hermandad de Iruraiz) que se extendió por terrenos de la hermandad vecina. De hecho el nombre Ullíbarri significa en el antiguo dialecto alavés del euskera villanueva.
Las juntas de la hermandad se reunían una vez al año por San Miguel en la iglesia de San Millán de Erdoñana. De ahí que con el paso del tiempo la hermandad pasara a ser conocida como Hermandad de Eguílaz y Junta de San Millán o simplemente como Hermandad de San Millán, debido a su lugar de reunión. También viene de ahí la tradicional capitalidad de Erdoñana, aunque no se trate de la población más importante del municipio.
Durante mucho tiempo la hermandad dependió administrativamente de la villa de Salvatierra, que se sitúa junto a ella y a cuya jurisdicción fueron entregadas las aldeas de la hermandad. Sin embargo, tras varios pleitos, la hermandad se emancipó de la villa.
En el siglo XIX, con la reforma municipal, la hermandad se transformó en municipio, convirtiéndose sus pueblos en alcaldías pedáneas o concejos.
En 1928, con León Salinas como alcalde, el pueblo de Albéniz, el más oriental del municipio, se segregó de San Millán y se integró en Aspárrena. En 1958, San Román de San Millán trató de seguir los pasos de Albéniz, pero esta vez la petición fue denegada.

## Demografía
San Millán cuenta con una población de 720 habitantes (INE 2024).
| Gráfica de evolución demográfica de San Millán entre 1842 y 2021 |
| |
| Población de derecho según los censos de población del INE Población de hecho según los censos de población del INEEn estos censos se denominaba San Millán: 1842, 1857, 1860, 1877, 1887, 1897, 1900, 1910, 1920, 1930, 1940, 1950, 1960, 1970, 1981 y 1991 |

| Gráfica de evolución demográfica de San Millán entre 1988 y 2008 |
|                                                                  |

## Economía
San Millán es un municipio eminentemente rural. Cerca del 50 % de la población activa vive aún hoy en día del sector primario, de la agricultura y de la ganadería. Los principales cultivos del municipio son los cereales, la patata y el forraje para el ganado. Otro sector importante es la ganadería.
Una cuarta parte de la población trabaja en la industria. Dentro del municipio no hay establecimientos industriales de importancia, por lo que los trabajadores de este sector se desplazan a los municipios vecinos de Salvatierra y Aspárrena, a trabajar en los polígonos industriales que ahí se ubican. Estos polígonos están muy cerca de San Millán, especialmente el de Aspárrena, que es gestionado de forma mancomunada por los municipios de Aspárrena y San Millán. En el sector servicios pasa algo parecido. Este sector es prácticamente inexistente dentro del municipio, donde apenas hay un albergue, un restaurante y un hostal-restaurante (situado al borde de la autovía N-I).
Como tantos municipios rurales de Álava, ha sufrido un despoblamiento muy significativo. En 1920 su población alcanzó un máximo de 2100 habitantes, que fue disminuyendo a causa de la emigración hasta llegar a algo menos de 700 en 1990. Desde entonces la población se ha estabilizado prácticamente. La mayor parte de la emigración se dirigió a la ciudad de Vitoria. Por el contrario no ha habido un flujo inmigratorio muy significativo, por lo que la mayor parte de la población de San Millán es natural del municipio o de la comarca de la Llanada Oriental.
Esta despoblación del medio rural a lo largo del siglo XX por falta de expectativas de trabajo contribuyó a una reducción del número de explotaciones agrarias y a una concentración parcelaria de las mismas, lo que ha contribuido a hacer más viables y rentables las explotaciones de aquellos que se quedaron.
La población se halla distribuida de manera bastante uniforme entre las 15 aldeas que componen el municipio. El más poblado de los pueblos, Durruma/San Román de San Millán, supera ligeramente los 100 habitantes. Narvaja se acerca también a los 100 habitantes y Adana supera los 75. El resto de los pueblos oscila entre los 20 habitantes de Munain y los 50 de Galarreta.
La lengua de uso habitual en el municipio es el castellano. Antiguamente se hablaba el euskera, pero su uso se perdió en el pasado en una fecha incierta (probablemente durante el siglo XIX). En los últimos años 25 años se ha recuperado parcialmente el uso del euskera gracias a su introducción en la enseñanza y a su carácter cooficial, por ello parte de la población, especialmente en el sector más joven, es actualmente bilingüe.

## Administración y política

### Gobierno municipal
La antigua alcaldesa fue María del Carmen Liñares Filloy del Partido Nacionalista Vasco. En las elecciones autonómicas celebradas en abril de 2005 la candidatura más votada fue la coalición nacionalista vasca PNV-EA con el 53,8 % de los votos, seguida del Partido Comunista de las Tierras Vascas con un 16,4 % y del PP con el 13,1 %.
El actual alcalde es David López de Arbina Ruiz de Eguino Bildu. En las últimas elecciones autonómicas celebradas en mayo de 2011 la candidatura más votada fue la de Bildu (coalición EA-Alternatiba) con el 41,3 % de los votos, seguida del Partido Nacionalista Vasco con un 25,9 %, la ASMD (Agrupación San Millán Donemiliaga) con un 16,5 % y del PP con el 11,2 %.
| Partido político                                              | 2015  | 2015       | 2011  | 2011       | 2007  | 2007       | 2003  | 2003       | 1999  | 1999       | 1995  | 1995       |
| Partido político                                              | %     | Concejales | %     | Concejales | %     | Concejales | %     | Concejales | %     | Concejales | %     | Concejales |
| Euskal Herria Bildu (EH Bildu)-Bildu                          | 44,11 | 4          | —     | —          | —     | —          | —     | —          | —     | —          | —     | —          |
| Euzko Alderdi Jeltzalea-Partido Nacionalista Vasco (EAJ-PNV)  | 29,04 | 2          | 25,87 | 2          | 59,54 | 5          | 73,16 | 6          | 73,16 | 6          | 51,98 | 4          |
| Ind. Donemiliaga                                              | 16,44 | 1          | 16,53 | 1          | —     | —          | —     | —          | —     | —          | —     | —          |
| Partido Popular del País Vasco (PP)                           | 8,49  | 0          | 11,20 | 1          | 20,23 | 1          | 17,51 | 1          | 17,51 | 1          | 18,09 | 1          |
| Partido Socialista de Euskadi-Euskadiko Ezkerra (PSE-EE PSOE) | —     | —          | 2,13  | 0          | 3,82  | 0          | 4,52  | 0          | 4,52  | 0          | —     | —          |
| Eusko Alkartasuna (EA)                                        | —     | —          | 41,33 | 3          | —     | —          | —     | —          | —     | —          | —     | —          |
| Herri Batasuna (HB)                                           | —     | —          | —     | —          | —     | —          | —     | —          | —     | —          | 15,46 | 1          |
| Ezker Batua-Berdeak (EB-B)                                    | —     | —          | 1,60  | 0          | 13,36 | 1          | —     | —          | —     | —          | —     | —          |
| Unidad Alavesa (UA)                                           | —     | —          | —     | —          | —     | —          | 1,98  | 0          | 1,98  | 0          | 12,71 | 1          |

### Organización territorial
El municipio está compuesto por 16 aldeas de pequeño tamaño, agrupadas en 15 concejos.
- Adana.

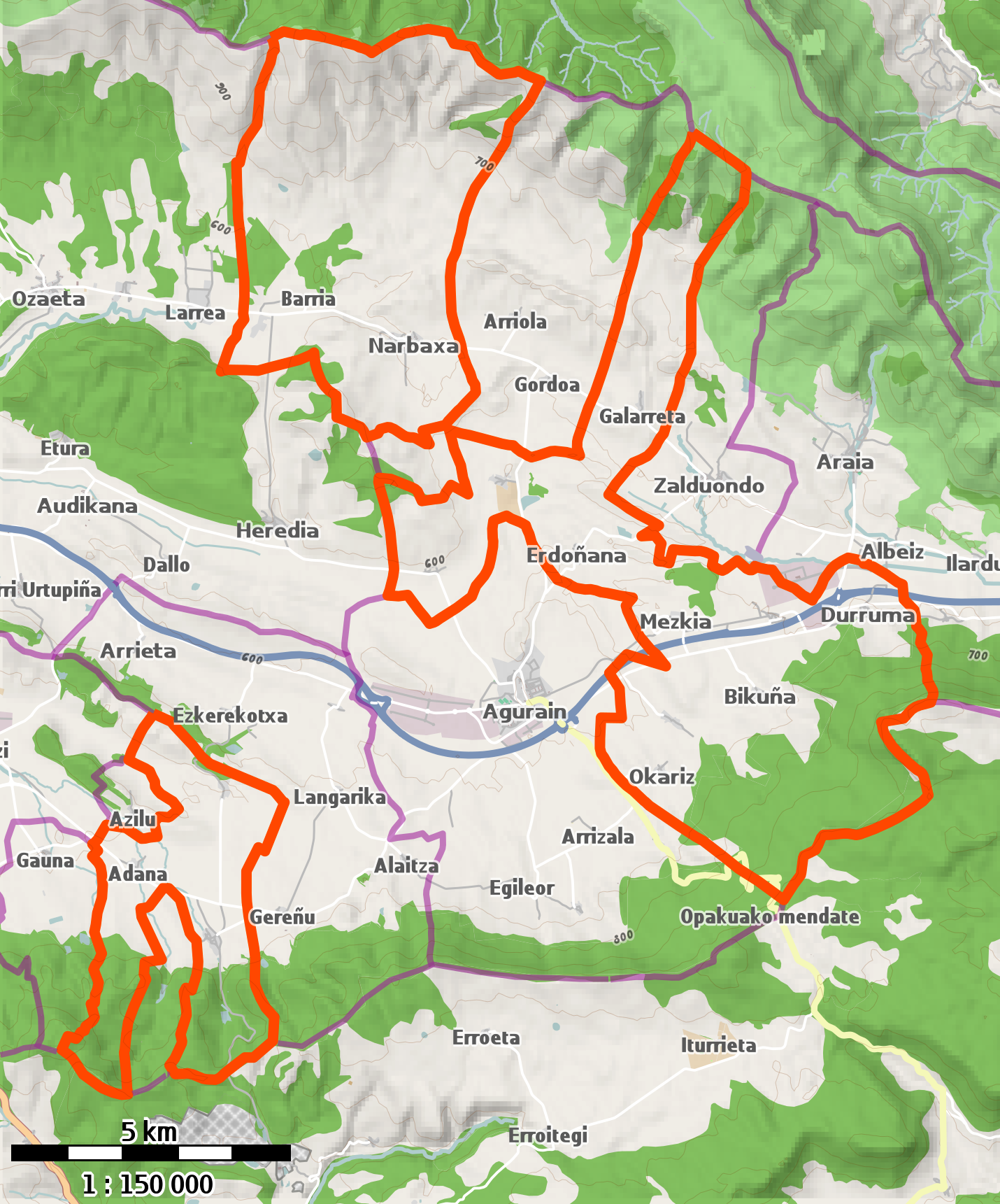
Mapa del término municipal con sus pueblos

- Aspuru (en euskera y oficialmente Axpuru).
- Chinchetru (en euskera y oficialmente Txintxetru).
- Eguílaz (en euskera Egiraz o Egilatz y oficialmente Eguílaz/Egilatz)
- Galarreta.
- Luzuriaga.
- Mezquía (en euskera y oficialmente Mezkia).
- Munain.
- Narvaja (en euskera Narbaxa y oficialmente Narbaiza), es el más poblado y está formado por la unión de los pueblos de:
  - Barría (en euskera y oficialmente Barria);
  - Narvaja (oficialmente Narbaiza).
- Ocáriz (en euskera y oficialmente Okariz).
- Ordoñana (en euskera Erdoñana y oficialmente Ordoñana/Erdoñana). Aquí está situado el ayuntamiento.
- San Román de San Millán (en euskera Durruma Donemiliaga. Oficialmente Durruma/San Román de San Millán).
- Ullíbarri-Jáuregui (en euskera Uribarri-Jauregi y oficialmente Ullíbarri-Jáuregui/Uribarri-Jauregi).
- Vicuña (en euskera Bikuña y oficialmente Bikuña/Vicuña).
- Zuazo de San Millán (en euskera Zuhatzu Donemiliaga y oficialmente Zuazo de San Millán/Zuhatzu Donemiliaga).

La distancia entre Erdoñana y Vitoria, la capital provincial, es de 29 km. Entre Erdoñana y Salvatierra, la capital comarcal, sólo hay 4 km. Las dos poblaciones de San Millán más alejadas entre sí son Ullíbarri-Jáuregui y Galarreta, separadas por 20,5 km.

## Cultura

### Patrimonio
- En el barrio de Barria, perteneciente a Narvaja se encuentra el monasterio cisterciense de San Bernardo de Barria, que data del siglo XII, aunque el actual edificio es del siglo XV. Actualmente el monasterio ha sido reconvertido en albergue de la Diputación Foral de Álava y acoge a jóvenes en colonias de verano.
- Muy cerca de Eguílaz se descubrió en 1832 un dolmen, que fue excavado en 1965, quedando descubierta la parte sur del túmulo. El dolmen de Eguílaz o de Aizkomendi es uno de los restos prehistóricos mejor conservados del País Vasco. El dolmen es perfectamente visible desde la autovía A-1/N-I en dirección a Vitoria.
- En septiembre de 2005 comenzaron, dirigidas por un equipo de arqueólogos de la Universidad Pública Vasca (UPV-EHU), unas excavaciones en el yacimiento de Zornostegui (Luzuriaga), una aldea medieval fundada hace unos mil años y que fue abandonada en el período bajomedieval, hace unos 600 años.

### Fiestas
Fiesta de San Román: se celebra el último fin de semana de mayo en el pueblo de San Román de San Millán (como cabría esperar). Son las fiestas patronales más concurridas del municipio. Se suelen celebrar competiciones de moto-cross.
Romería de Guipuzuri: se celebra el 2 de julio en la ermita de Santa Isabel de Guipuzuri en las inmediaciones del pueblo de Adana.
La mayor parte de los pueblos de San Millán celebran sus respectivas fiestas patronales.